# Oldemiro Balói
Oldemiro Júlio Marques Balói (Lourenço Marques, 9 de abril de 1955 - Joanesburgo, 14 de abril de 2021) foi uma figura política moçambicana que serviu no governo de Moçambique como ministro dos Negócios Estrangeiros e Cooperação de 2008 a 2017.

## Carreira

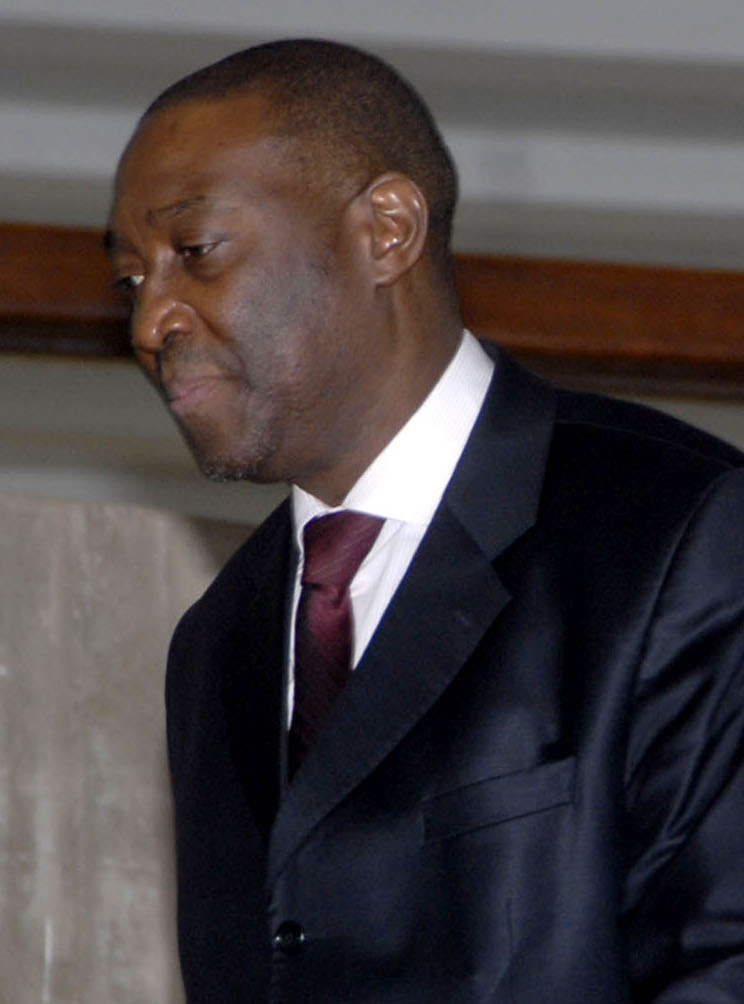
Oldemiro Balói.

Balói foi vice-ministro da Cooperação no início da década de 1990, e então ministro da Indústria, do Comércio e Turismo, de 1994 a 1999. Posteriormente, trabalhou no Millennium BIM (Banco Internacional de Moçambique), servindo como um membro da sua diretoria e do seu Conselho Executivo. A 10 de março de 2008, foi nomeado ministro dos Negócios Estrangeiros e Cooperação, substituindo Alcinda Abreu.. Deixou o cargo numa remodelação ministerial em Dezembro de 2017, tendo-se tornado administrador não-executivo do banco BIM.